# Бага
 Тази статия е за Бага.  За спортиста Благой Иванов вижте Благой Иванов – Багата.  
Бага е каган на Тюркския каганат, управлявал през 587 – 588 година.

## Живот
Син на кагана Исък и внук на основателя на каганата Бумън от рода Ашина, той става каган след смъртта на брат си Ишбара. Той води Първата персийско-тюркска война срещу Сасанидите, като според някои сведения е убит в бой срещу тях през 588 година.
Наследен е от племенника си Тулан.